# 法比安娜·科赫尔
法比安娜·科赫尔（德語：Fabienne Kocher，1993年6月13日—），瑞士女子柔道运动员，2013年欧洲U23柔道锦标赛女子57公斤级铜牌得主、2021年世界柔道锦标赛女子52公斤级铜牌得主。